# 朱嘉望
朱嘉望（英語：Moonie Chu Ka Mong，1995年5月14日—），香港女子劍擊運動員。她自小學起就讀耀中國際學校。

## 簡歷
朱嘉望在8歲的時候看過電影《親親兩顆心》，受戲中主角參與劍擊運動的劇情所吸引，因而對劍擊產生興趣，並開始練劍。
2014年9月，朱嘉望代表香港參加南韓仁川舉行的亞運會劍擊比賽，與楊翠玲、江旻憓和連翊希合作贏得女子重劍團體賽銅牌。
2018年，她奪得U23亞洲錦標賽個人銀牌，亦先後於雅加達亞運會和亞錦賽與三位隊友合力奪得女子重劍團體賽銅牌和銀牌。
2021年，她與佘繕妡、江旻憓和連翊希出戰東京奧運重劍團體賽事，為港隊首次打入奧運女子劍擊團體賽，最後以第七名完成。
2022年2月25日，她成功於擊劍女子重劍世界盃索契站經過小組賽及附加賽後突圍而出，生涯首次打入世界盃賽事正賽。惟因俄烏戰爭爆發，賽事中途取消，及後更被剔出紀錄，成績不獲計算。
2022年，她與陳渭泠、江旻憓和連翊希合作，再次奪得亞洲劍擊運動會女子重劍團體賽銀牌。
2023年，她與江旻憓、陳渭泠、佘繕妡合作，於杭州亞運女子重劍團體賽決賽以2分負於南韓隊，獲得銀牌。
2024年，雖然落選奧運，但受電視台邀請擔任巴黎奧運主持。
2025年7月22日，於格魯吉亞第比利斯舉行的世界劍擊錦標賽經過小組賽及附加賽後突圍而出闖入正賽，為她首次闖入世界劍擊錦標賽正賽。最終於32強不敵世界第一，南韓的宋世羅，以第28名完成賽事。

## 個人榮譽
- 香港傑出運動員選舉

「香港傑出青少年運動員」（2012年）